# Załazek
Załazek – wieś w Polsce położona w województwie podkarpackim, w powiecie przemyskim, w południowej części gminy Dubiecko.

## Historia
W roku 1580, w efekcie działu rodzinnego Piątkową i okoliczne wsie wraz z przysiółkami m.in. „Zalaskami” otrzymał słynny „diabeł” – Stanisław Stadnicki, który w roku 1586 zamienił je kontraktem zawartym w Haliczu z Anną Pilecką z domu Sienieńską, na Łańcut i 14 wsi. Tak kolejnymi właścicielami tych ziem stali się Sienieńscy, potem Derszniakowie. Gdy jeden z nich zabił Ulińskiego, stracili swe dobra, które jednak po stuletnim procesie odzyskali. W 1843 r. jako dziedzic tych ziem, pojawił się Załęski.
Przez okoliczne wsie przebiegały szlaki handlowe, co umożliwiało rozwój gospodarczy. Na początku XVIII w. działania wojenne III wojny północnej (1700-1721), a w szczególnie kontrybucje ściągane przez Szwedów, Sasów i Rosjan, epidemie, klęski nieurodzaju, a w konsekwencji głód, żebractwo i zbiegostwo chłopów, doprowadziły do głębokiego kryzysu gospodarczego, który nie ominął również obecnego Załazku. Po I rozbiorze Polski (1772) „Zalaski” oraz okoliczne wsie znalazły się w obrębie Cesarstwa Austriackiego. Po odzyskaniu niepodległości przez Polskę w 1918 r. wieś włączono w obręb powiatu przemyskiego w województwie lwowskim. Z dniem 1 sierpnia 1934 r., w ramach akcji tworzenia gmin zbiorowych, Załazek przyłączono do gminy Dubiecko, na obszarze której leży do dziś. We wrześniu 1939 r. Załazek znalazł się w strefie okupacji rosyjskiej. Po wybuchu wojny niemiecko-rosyjskiej w 1941 r. Załazek przyłączono do Generalnego Gubernatorstwa. Zarówno w okresie wojny, jak i po jej zakończeniu, Bieszczady, w tym również Załazek i okoliczne wsie znalazły się w obrębie działań Ukraińskiej Powstańczej Armii. Załazek do 2004 r. był podzielony na dwie części: Tarnawską i Piątkowską. W latach 1975–1998 miejscowość administracyjnie należała do województwa przemyskiego.

## Topografia
W Słowniku Geograficznym Królestwa Polskiego i Innych Krajów Słowiańskich pod hasłem „Piątkowa Ruska” można uzyskać informację, iż na południowy wschód od tejże wsi leży grupa domów „Zalaski”. Na Załazku znajduje się wiele obiektów fizjogeograficznych m.in. lasy: Debry, Obocz, Krągły Las, Za Działem, a przez wieś przepływa Potok Jawornicki.

## Czasy współczesne
We wsi znajduje się kaplica, zbudowana w latach 1978 roku XX wieku, a kościół parafialny oddalony jest o 3 km i znajduje się w Tarnawce. Wieś jest bardzo malowniczo położona. Nie dojeżdżają tu autobusy, a najbliższy przystanek znajduje się w Tarnawce. W latach 70. i 80. XX wieku na Załazku działała 4-klasowa szkoła, która obecnie pełni funkcję świetlicy. Załazek liczy 21 domów.